# Mastro Don Gesualdo (miniserie televisiva)
Mastro Don Gesualdo è uno sceneggiato televisivo in sei puntate trasmesso nel 1964 (dal 2 gennaio al 6 febbraio) dalla Rai sull'allora Secondo Programma (l'odierna Rai 2). Si tratta della prima opera di fiction televisiva impressa su pellicola cinematografica e non su nastro magnetico come fino ad allora in uso e fu anche il primo sceneggiato televisivo ad andare in onda in prima visione sul secondo canale (fino ad allora infatti gli sceneggiati in prima visione erano sempre trasmessi sul Programma Nazionale mentre il Secondo Programma trasmetteva solo sceneggiati in replica).
Come si evince agevolmente dal titolo, fu tratto dal romanzo omonimo di Giovanni Verga Mastro-don Gesualdo.
L'adattamento televisivo e la sceneggiatura - che fa massiccio ricorso alla lingua siciliana - erano dovuti a Ernesto Guida e a Giacomo Vaccari, responsabile anche della regia televisiva.
Lo stesso Vaccari fece appena in tempo a completare il montaggio della miniserie televisiva prima di perire tragicamente in un incidente stradale all'età di trentadue anni.
Umberto Pitscheider firmò la direzione della fotografia

## Critica
Lo sceneggiato ha un'impronta che privilegia la sensibilità e le suggestioni di tipo cinematografico a discapito di un palese registro pedagogico.
Secondo l'Enciclopedia della televisione, Mastro Don Gesualdo costituisce il capolavoro di Vaccari che, nell'occasione, scardinò "le regole linguistiche che fino ad allora avevano informato i teleromanzi, consuetudini ereditate dalla tradizione teatrale e tradotte in norme televisive tese a facilitare la sicura comprensione da parte del pubblico della vicenda raccontata".
In questa chiave di lettura sta l'innovazione stilistica (anticonformista e in senso espressionista) introdotta da Vaccari e tesa a sottrarre la scena all'attore che ne esce ridimensionato dalla profondità di campo fino a ridursi a mera comparsa di una narrazione, sì corale, ma di cui è deus ex machina il regista stesso, quasi neo-autore.

## Cast
Il cast del teleromanzo Mastro Don Gesualdo era composto da decine di attori, impegnati in ruoli primari e ruoli secondari, oltre che da numerosissime comparse. In ruoli minori (nella fattispecie quelli di due camerieri) figuravano anche un poco più che adolescente Leo Gullotta e Tuccio Musumeci.
Altri interpreti erano:
- Luigi Casellato
- Mario Di Martino
- Grazia Di Marzà
- Carmelo Marzà
- Guido Leontini
- Giuseppe Lo Presti
- Riccardo Mangano
- Franca Parisi
- Valeria Sabel
- Maria Tolu
- Marcella Valeri
- Danese Alfredo